# Hội nghị thượng đỉnh Nga-Châu Phi năm 2023

Quang cảnh Hội nghị thượng định Nga-Châu Phi năm 2023

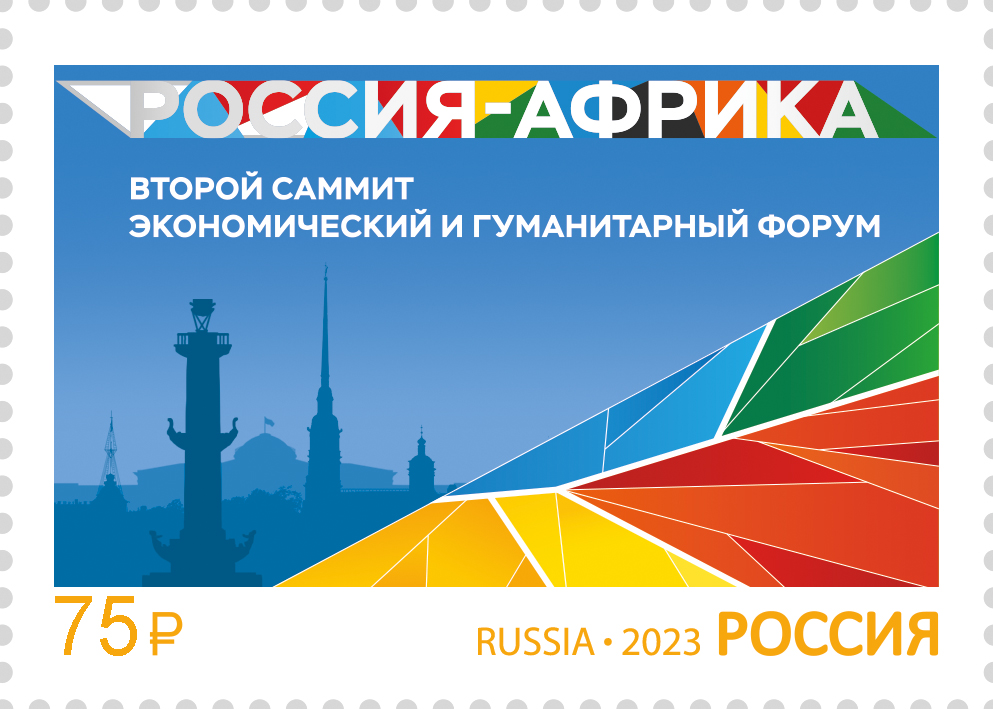
Con tem kỷ niệm sự kiện Hội nghị Thượng định Nga-Châu Phi năm 2023

Hội nghị thượng đỉnh Nga-Châu Phi năm 2023 (tiếng Anh: 2023 Russia–Africa Summit) hay Hội nghị thượng đỉnh Nga - châu Phi lần thứ hai được tổ chức tại Diễn đàn Expo (Expoforum) ở St.Petersburg vào ngày 27 và 28 tháng 7 năm 2023 dưới sự chủ trì của Tổng thống nước chủ nhà Nga Vladimir Putin. Hội nghị được tổ chức với sự tham dự của 49 đoàn đại biểu. Hội nghị lần này tổ chức ở Nga sau khi bị hoãn lại, ban đầu được lên lịch vào tháng 10 năm 2022 tại trụ sở Liên minh Châu Phi ở Addis Ababa, Ethiopia, Hội nghị chỉ có 17 nguyên thủ quốc gia tham dự hội nghị thượng đỉnh, trong đó có 43 người đã tham dự hội nghị thượng đỉnh đầu tiên vào năm 2019. Tổng thống Putin cho biết Nga đã xóa 23 tỷ đô la nợ của các nước châu Phi. Hội nghị diễn ra trong bối cảnh xung đột ở Ukraine và đối đầu giữa Nga với phương Tây đã tác động mạnh mẽ đến quan hệ Nga với châu Phi. 
Phát biểu tại phiên họp toàn thể Tổng thống Nga Putin nhấn mạnh rằng Nga coi trọng mối quan hệ đối tác với châu Phi và mong muốn thúc đẩy thành mối quan hệ toàn diện. Nga luôn đặc biệt quan tâm đến việc cung cấp ngũ cốc cho châu Phi và kêu gọi các quốc gia châu Phi cùng xây dựng một cấu trúc trật tự thế giới mới, công bằng hơn, cùng bảo vệ luật pháp quốc tế, Hiến chương Liên hợp quốc, cũng như vai trò trung tâm của tổ chức thế giới này và nỗ lực phối hợp các cách tiếp cận với các vấn đề trong chương trình nghị sự quốc tế. Hội nghị thượng đỉnh lần này có sự tham dự của Yevgeny Prigozhin nhà lãnh đạo của Tập đoàn Wagner vào thời điểm đó trong một trong những lần xuất hiện trước công chúng đầu tiên và là lần xuất hiện cuối cùng của ông tại Nga kể từ khi phát động một cuộc nổi loạn bất thành vào năm 2023, dưới quyền của ông thì những tay lính đánh thuê Wagner đã ủng hộ lợi ích của chính phủ Nga ở một số quốc gia châu Phi. 

## Tham dự
Hội nghị thượng đỉnh Nga-Châu Phi năm 2023 có sự tham dự của các nguyên thủ quốc gia:
- Vladimir Putin, Tổng thống Nga
- Azali Assoumani, Tổng thống Comoros[11]
- Ibrahim Traoré, Tổng thống Burkina Faso[12]
- Évariste Ndayishimiye, Tổng thống Burundi[13]
- Paul Biya, Tổng thống Cameroon[14]
- Faustin-Archange Touadéra, Tổng thống Cộng hòa Trung Phi[15]
- Denis Sassou Nguesso, Tổng thống Cộng hòa Congo[16]
- Abdel Fattah el-Sisi, Tổng thống Ai Cập[17]
- Isaias Afwerki, Tổng thống Eritrea[18]
- Umaro Sissoco Embaló, Tổng thống Guinea-Bissau[19]
- Mohamed al-Menfi, Chủ tịch Hội đồng Tổng thống Nhà nước Libya[20]
- Assimi Goïta, Tổng thống Mali[21]
- Filipe Nyusi, Tổng thống Mozambique[22]
- Macky Sall, Tổng thống Senegal[23]
- Cyril Ramaphosa, Tổng thống Nam Phi[24]
- Yoweri Museveni, Tổng thống Uganda[25]
- Emmerson Mnangagwa, Tổng thống Zimbabwe[26]